# All Nightmare Long
All Nightmare Long – czterdziesty czwarty singiel zespołu Metallica, a piąty z albumu studyjnego Death Magnetic. Ukazał się 15 grudnia 2008 roku.

## Teledysk
Teledysk w reżyserii Roboshobo zadebiutował 7 grudnia 2008 roku na stronie internetowej zespołu. Muzycy Metalliki nie pojawiają się w nim. Przedstawia fikcyjne wydarzenie o odkryciu zarodników pozaziemskiego organizmu przez sowieckich naukowców. Okazuje się, że zarodniki są niezwykle wytrzymałe i potrafią ożywiać martwe tkanki. Sowieci wykorzystują te zarodniki do ataku na Stany Zjednoczone, wywołując epidemię zombie.

## Wersje singla
All Nigtmare Long jest dostępny w trzech edycjach:
- Pierwsza została wydana jako digipack wraz z piosenkami „Wherever I May Roam” i „Master of Puppets” nagranych na żywo w Berlinie podczas promowania albumu Death Magnetic we wrześniu 2008 roku.
- Druga, która wymaga rejestracji firmy „J card” posiada także studyjną wersję utworu All Nightmare Long z piosenkami „Blackened” i „Seek and Destroy” nagranych na tym samym koncercie w Berlinie.
- Trzecia edycja zawiera DVD z filmami dokumentalnymi o zespole, pokazującymi przygotowania do koncertu w Berlinie i jam session przed koncertem.